# Euglossa atroveneta
Euglossa atroveneta är en biart som beskrevs av Dressler 1978. Euglossa atroveneta ingår i släktet Euglossa, tribus orkidébin, och familjen långtungebin. Inga underarter finns listade.